# Като, Кацунобу
Кацунобу Като (яп. 加藤 勝信; род. 22 ноября 1955, Токио) — японский политический и государственный деятель, министр финансов (с 2024).

## Биография
Родился 22 ноября 1955 года в Токио, Япония, в семье сотрудника фирмы «Hino Motors» Кацутоси Муросаки.
В 1979 году окончил экономический факультет Токийского университета, после чего стал сотрудником министерства финансов. Позднее он был назначен помощником заместителя главного секретаря кабинета министров.
На парламентских выборах 2003 года Като был впервые избран депутатом Палаты представителей Японии в качестве независимого кандидата, а позднее вступил в «Либерально-демократическую партию».
В ранние годы своей политической карьеры Като смог построить хорошие отношения с будущим премьер-министром Синдзо Абэ. В августе 2007 года Абэ предложил Като пост парламентского заместителя министра в своём первом кабинете, а в сентябре 2012 года Абэ назначил его своим специальным помощником. В октябре 2015 года Като получил пост государственного министра по вопросам повышения рождаемости и прав женщин, а после перестановок в правительстве в августе 2017 года он занял пост министра здравоохранения, труда и благосостояния. В октябре 2018 года Като покинул министерский пост, ненадолго перейдя на партийную работу, однако, в сентябре 2019 года вновь получил портфель министра.
После отставки Абэ Като стал главным секретарём кабинета министров при Ёсихидэ Суге, а позднее вновь был назначен на министерский пост в кабинете Фумио Кисиды.
1 октября 2024 года Като получил портфель министра финансов в первом кабинете Сигэру Исибы, а позднее сохранил свой пост и во втором правительстве премьера.

## Личная жизнь
Като женат на Сюко Като, которая является дочерью бывшего министра сельского хозяйства и депутата Палаты представителей Муцуки Като. У них есть четверо детей. Из-за того, что в семье Муцуки Като было четверо дочерей и ни одного сына, Като поменял свою фамилию Муросаки на фамилию тестя для её продолжения.